# 美坂屋
株式会社美坂屋（みさかや）は、鹿児島県鹿児島市に本社、鹿児島県いちき串木野市に登記上の本店及び工場を置いていた日本の洋菓子製造・販売会社だった。

## 概要
1926年（大正15年）創業の老舗メーカーである。創業は、和菓子からであるが、現在は、バウムクーヘン・パンなどの製造・販売と学校給食のパン、米飯の製造をしている。バウムクーヘンとパンは鹿児島県及び九州地方だけでなく、日本全国で販売（スーパー・コンビニなど）し、アメリカ、香港への輸出も行っていた。主力のバウムクーヘンは、味、形共にバラエティに富んでいた。
2009年6月、本社機能（営業・事務・経理部門）を創業の地であるいちき串木野市から鹿児島市に移転した。しかし、2009年7月中に2度の不渡りを出し、経営破綻した。負債総額は20億円前後。雇用を維持するため、従業員らが設立した同名の新会社、美坂屋が事業を続けた。尚、旧美坂屋は2009年7月、栄町商事に商号変更した。
新会社での営業を継続していたが2014年3月に鹿児島地方裁判所で破産手続きが開始された。